# Língua nuosu
A língua nuosu (nosu) ou nossu, também conhecida como yi do norte, yi de Liangshan, e yi do Sujuão é uma linguagem, sendo esta considerada como a língua de prestígio falada pelos povos yi; Esta linguagem foi imposta pelo governo chinês como língua franca deste povo (em mandarim: Yí yǔ, 彝語 / 彝语) e, como tal, é o único ensinado na escola, tanto por via oral e na sua escrita. É falada por mais de 2 milhões de pessoas e este número parece estar a aumentar; 60% só fala a sua língua. Nuosu é o nome nativo Nuosu / Yi com que se esta chamada e não é utilizado em mandarim; embora isso possa ser traduzido como (nuòsū yǔ 诺苏 语 / 諾蘇 語), os caracteres chineses para nuòsū não tem equivalência.

## Sistema de Escritura
O Yi clássico é um sistema silábico logográfico 8000 10 000 glifos. Apesar de ser semelhante ao chinês com base, os glifos são independentes em forma, com pouca evidência de uma relação direta.
Yi escrita moderna (ꆈꌠꁱꂷ nuosu bburma)
```
[nɔ̄sū bʙ̝̄mā]
 "escrita nuosu") é um 
silabário
 padronizado derivado da escrita clássica em 1974 pelo 
governo chinês
 local. a linguagens de script oficial yi foi em 1980. Há 756 glifos básicos baseada no dialeto de Liangshan, mais 63 para as sílabas que só são encontrados em empréstimos chineses.
```

Em 1958, o governo chinês tinha introduzido um sistema baseado na Roman para uso em Yi, baseado no roteiro romanizado de Porteous Gladstone alfabeto Sayingpan. (This was later replaced by the Yi script.).

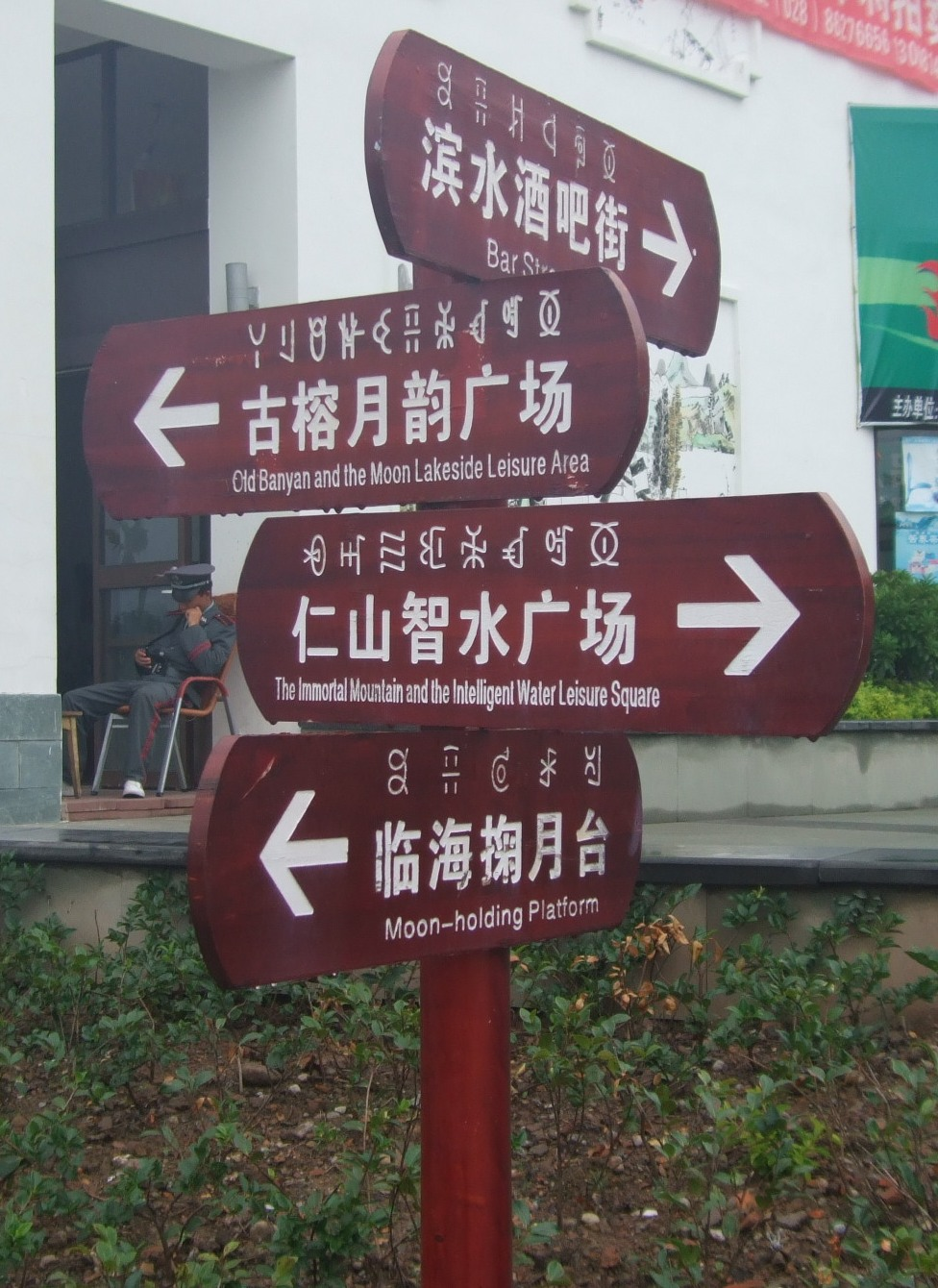
Um sinal em um parque público em Xichang, Sichuan, China, exibição de texto na moderna yi, chinês e Inglês.

## Fonologia
Equivalente escrito de fonemas contidos neste documento são "pinyin yi". Para obter informações sobre o script real usado consulte a seção anterior intitulada "Sistema de Escrita".

### Consoantes
|            |                | Labiais | Alveolais | Retroflexas | Palatais | Velais  | Glotais |
| ---------- | -------------- | ------- | --------- | ----------- | -------- | ------- | ------- |
| Nasais     | sonoros        | m /m/   | n /n/     |             | ny /ɲ/   | ng /ŋ/  |         |
| Nasais     | surdos         | hm /m̥/  | hn /n̥/    |             |          |         |         |
| Oclusivas  | prenasalizados | nb /mb/ | nd /nd/   |             |          | mg /ŋɡ/ |         |
| Oclusivas  | sonoros        | bb /b/  | dd /d/    |             |          | gg /g/  |         |
| Oclusivas  | surdos         | b /p/   | d /t/     |             |          | g /k/   |         |
| Oclusivas  | aspirados      | p /pʰ/  | t /tʰ/    |             |          | k /kʰ/  |         |
| Africados  | prenasalizados |         | nz /ndz/  | nr /ndʐ/    | nj /ndʑ/ |         |         |
| Africados  | sonoros        |         | zz /dz/   | rr /dʐ/     | jj /dʑ/  |         |         |
| Africados  | surdos         |         | z /ts/    | zh /tʂ/     | j /tɕ/   |         |         |
| Africados  | aspirados      |         | c /tsʰ/   | ch /tʂʰ/    | q /tɕʰ/  |         |         |
| Fricativos | surdos         | f /f/   | s /s/     | sh /ʂ/      | x /ɕ/    | h /x/   | hx /h/  |
| Fricativos | sonoros        | v /v/   | ss /z/    | r /ʐ/       | y /ʑ/    | w /ɣ/   |         |
| Laterais   | sonoros        |         | l /l/     |             |          |         |         |
| Laterais   | surdos         |         | hl /l̥/    |             |          |         |         |

### Vocais
|              | Anteriores | Centrais | Posteriores |
| ------------ | ---------- | -------- | ----------- |
| Fechadas     | i /i/      | y /z̞*/   | u /u/       |
| Semifechadas |            | e /ə/    | o /o/       |
| Semiabertas  | ie /ɛ/     |          | uo /ɔ/      |
| Abertas      |            |          |             |

*Identificado com vocal sì Mandarim 四 "quatro"

### Tons
- alto [˥] – escrita -t
- descendente médio [˧˨] o médio [˧] – escrito -x
- médio [˧] – na escrita
- descendente médio [˨˩] – escrita -p